# Doris (álbum de Earl Sweatshirt)
Doris es el primer álbum del rapero estadounidense Earl Sweatshirt . Fue lanzado el 20 de agosto de 2013. Doris sigue su primer mixtape, Earl, que se lanzó en 2010 cuando tenía dieciséis años. Después de regresar de una estancia forzada en un internado para niños en riesgo en Samoa, comenzó a trabajar en su álbum debut y firmó un contrato con Columbia, en lugar de con Odd Future Records de Odd Future.
Doris cuenta con Vince Staples, Tyler, the Creator, Domo Genesis, Frank Ocean, SK La' Flare, Casey Veggies, Mac Miller y RZA . Fue producido principalmente por Earl Sweatshirt bajo el seudónimo de randomblackdude, junto con Christian Rich, Tyler, the Creator, the Neptunes, BadBadNotGood, Matt Martians, Samiyam, Frank Ocean y RZA. El álbum fue apoyado por tres sencillos; " Chum ", " Whoa " y " Hive ".
Doris recibió elogios generalizados de las críticas, quienes elogiaron las letras, las rimas creativas de Earl Sweatshirt y la valiente producción underground. El álbum también apareció en las listas de fin de año de numerosos críticos. Al álbum le fue bien comercialmente, debutando en el número cinco del Billboard 200 de Estados Unidos.

## Antecedentes

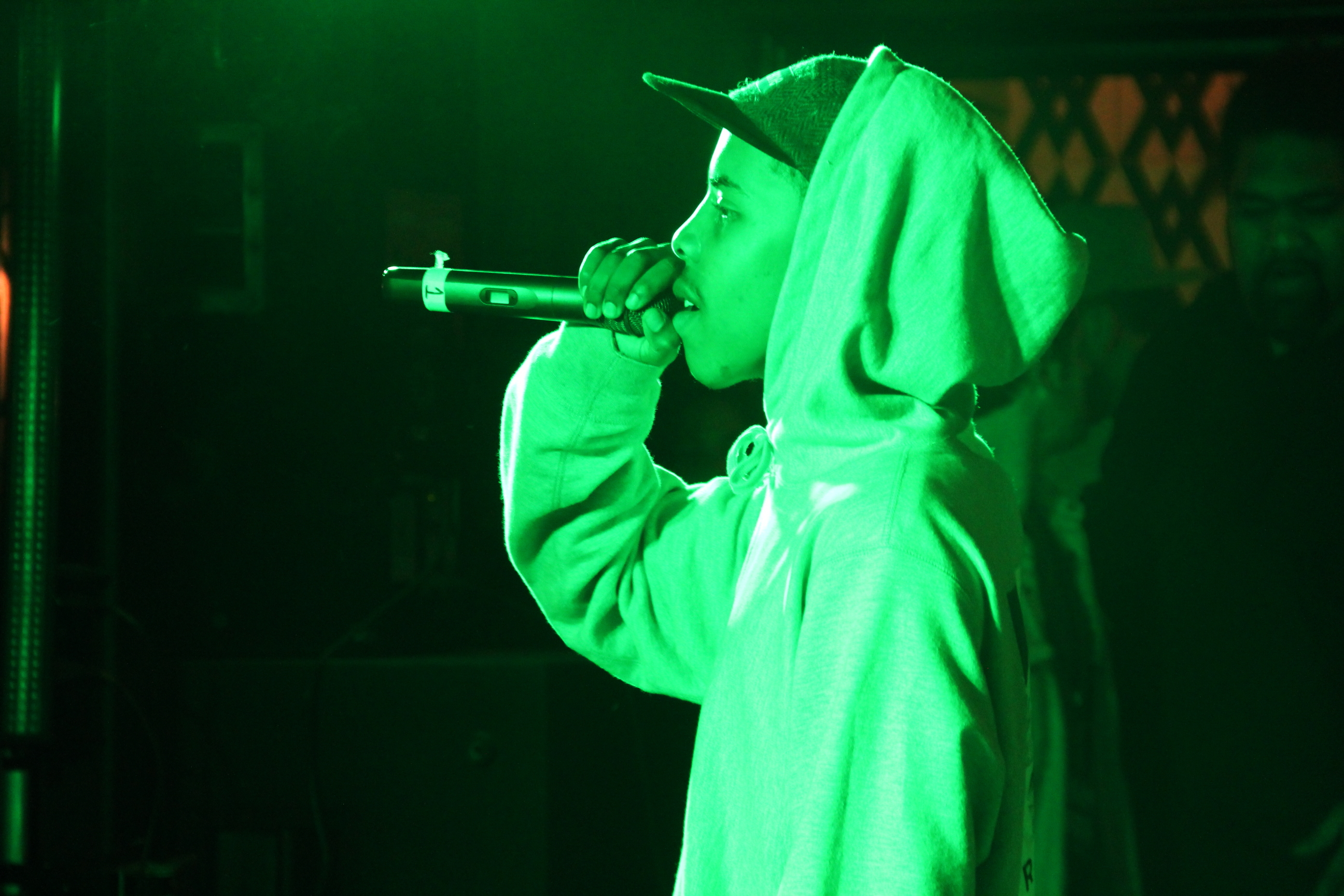
Doris es el álbum de estudio debut de Earl Sweat.

El 8 de febrero de 2012, se difundieron por Internet rumores de que Earl Sweatshirt había volvido a los EE. UU desde Samoa cuando estuvo en un video en YouTube con una vista previa de una nueva canción. Dijo que si la gente quisiera "toda la canción" tendrían que darle 50.000 seguidores en Twitter.  Posteriormente confirmó en su nueva cuenta de Twitter  que había regresado a su casa en Los Ángeles.  Tres horas después, Sweatshirt alcanzó los 50.000 seguidores y lanzó una nueva canción en su sitio web, titulada "Home", que termina con "...y ya estoy de vuelta. Adiós". 
El 12 de noviembre de 2012, Earl anunció en su cuenta de Twitter que su primer y segundo álbum de estudio se titularían Doris y Gnossos .   Dijo que Doris tendría voces o producción de Tyler, the Creator, Frank Ocean, Om'Mas Keith, Thundercat, Domo Genesis, the Neptunes, Christian Rich, Vince Staples, BadBadNotGood, Pharrell Williams, Samiyam, The Alchemist, Casey Veggies y The Internet.  

## Lista de canciones
Los créditos fueron adaptados de las notas del álbum y de Tidal.

| N.º | Título         | Duración |  |
| 1.  | «Pre»          | 2:52     |  |
| 2.  | «Burgundy»     | 2:07     |  |
| 3.  | «20 Wave Caps» | 2:12     |  |
| 4.  | «Sunday»       | 3:26     |  |
| 5.  | «Hive»         | 4:37     |  |
| 6.  | «Chum»         | 4:04     |  |
| 7.  | «Sasquatch»    | 2:48     |  |
| 8.  | «Centurion»    | 3:04     |  |
| 9.  | «523»          | 1:32     |  |
| 10. | «Uncle Al»     | 0:53     |  |
| 11. | «Guild»        | 3:54     |  |
| 12. | «Molasses»     | 2:16     |  |
| 13. | «Whoa»         | 3:16     |  |
| 14. | «Hoarse»       | 3:52     |  |
| 15. | «Knight»       | 3:14     |  |